# Fútbol en los Juegos de la Lusofonía
El fútbol es una disciplina en los Juegos de la Lusofonía desde la primera edición de los Juegos en 2006 en Macao. Hasta ahora solo ha jugado el evento masculino.
Participan los países de habla portuguesa que son miembros de la Comunidad de Países de Lengua Portuguesa  (en portugués: Comunidade dos Países de Língua Portuguesa).

## Palmarés
| Año  | Sede   | Campeón    | Final Resultado | Subcampeón | Tercer lugar | Resultado | Cuarto lugar |
| ---- | ------ | ---------- | --------------- | ---------- | ------------ | --------- | ------------ |
| 2006 | Macao  | Portugal   | 2-0             | Angola     | Cabo Verde   | 1-0       | Mozambique   |
| 2009 | Lisboa | Cabo Verde | liga            | Portugal   | Angola       | liga      | Mozambique   |
| 2014 | Goa    | India      | 3-2             | Mozambique | Sri Lanka    | 3-0       | Macao        |
| 2017 | Maputo |            |                 |            |              |           |              |

## Títulos por país
| País       | Oro | Plata | Bronce | Total |
| ---------- | --- | ----- | ------ | ----- |
| Portugal   | 1   | 1     | 0      | 2     |
| Cabo Verde | 1   | 0     | 1      | 2     |
| India      | 1   | 0     | 0      | 1     |
| Angola     | 0   | 1     | 1      | 2     |
| Mozambique | 0   | 1     | 0      | 1     |
| Sri Lanka  | 0   | 0     | 1      | 1     |